# Рошија (Бихор)
Рошија (рум. Roşia) насеље је у Румунији у округу Бихор у општини Рошија. Oпштина се налази на надморској висини од 307 m.

## Становништво
Према подацима из 2002. године у насељу је живело 2636 становника, од којих су сви румунске националности.

### Хронологија
| Година       | 1992 | 1993 | 1994 | 1995 | 1996 | 1997 | 1998 | 1999 | 2000 | 2001 | 2002 | 2003 | 2004 | 2005 | 2006 | 2007 | 2008 | 2009 | 2010 | 2011 | 2012 | 2013 | 2014 | 2015 | 2016 | 2017 |
| ------------ | ---- | ---- | ---- | ---- | ---- | ---- | ---- | ---- | ---- | ---- | ---- | ---- | ---- | ---- | ---- | ---- | ---- | ---- | ---- | ---- | ---- | ---- | ---- | ---- | ---- | ---- |
| Становништво | 2934 | 2909 | 2892 | 2878 | 2842 | 2835 | 2807 | 2778 | 2766 | 2743 | 2702 | 2689 | 2680 | 2639 | 2626 | 2599 | 2577 | 2558 | 2547 | 2524 | 2511 | 2485 | 2488 | 2453 | 2469 | 2462 |